# 五番館
五番舘（ごばんかん）は、1906年（明治39年）から1990年（平成2年）まで北海道札幌市中央区にあった日本の百貨店である。前身の札幌興農園と後身の札幌西武を含めると1894年（明治27年）から2009年（平成21年）までとなる。
五番館の『館』の字は、正確には『舘』の字である。
当百貨店の跡地の一部に設置された暫定施設『コバルドオリ』についても本項で記述する。

## 概要
輸入雑貨販売に積極的で、全国の百貨店に先駆けて女性店員を採用した他、日本初のフォードディーラーとして輸入車販売を行うなど、進取の気風に富んでいた。一方で、「新巻きは五番舘」と言われるほど新巻鮭の販売に強く、サケ加工大手に成長した石狩市の佐藤水産が1954年（昭和29年）に五番舘と取引を開始したことを切っ掛けに飛躍的に成長するなど、取引先と共に成長しようとする日本的な経営方針で営業していた。この取引を切っ掛けに札幌に進出して1959年（昭和34年）に五番舘に直売部開設するなど飛躍したことを記念して2001年（平成13年）に完成した佐藤水産のサーモンファクトリーは外壁を赤レンガとし、その前にある広場を「五番舘広場」と命名している。
かつては札幌駅に一番近い百貨店として修学旅行生などの観光客も多かった。また、創業時の横浜の外国人居留地の洋館を模した赤レンガ造りの建物の印象は強く、札幌西武となった後もロフト館7階にイベントホール「五番舘赤れんがホール」が引継がれ閉店まで存続していた。
五番舘の名称は、興農園の電話番号から五番をとって洋風に五番舘としたのが由来である。小樽から数えて5番目の開拓使番所の跡があったからなど他の説もある。

## 歴史

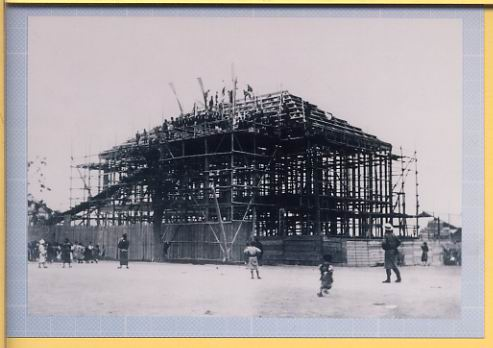
建設中の五番舘（1906年）

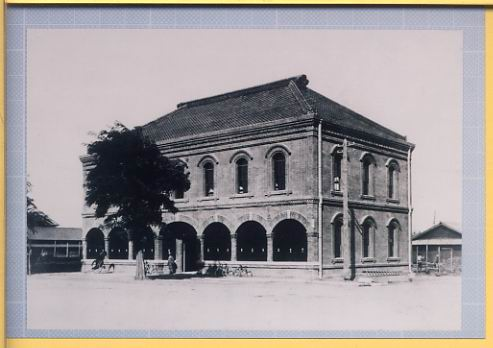
五番舘時代の外観

1899年（明治32年）、三井物産札幌出張所初代所長の小田良治が、小川二郎（東京興農園札幌支店長）のために資金を投じて、現在の札幌市中央区北4西3に、横浜・外国人居留地の洋館を模した赤れんが2階建て面積661㎡の建物を種苗・農機具の販売を目的に建築。1900年（明治33年）「札幌興農園」と改称、独立した。

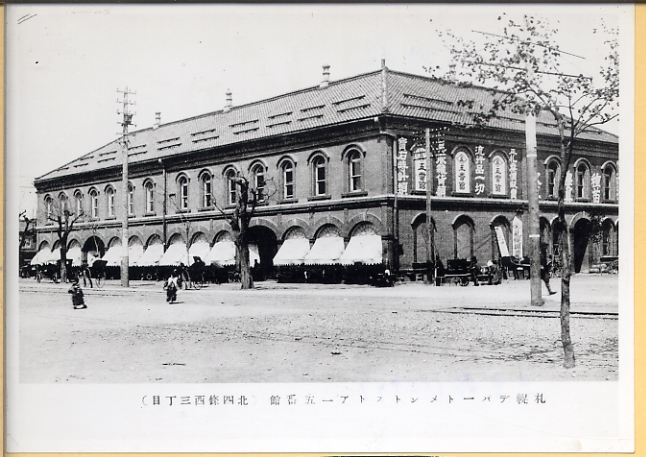
五番舘百貨店（1920年）

1906年（明治39年）に　「五番舘札幌興農園」と改め、小川が従業員に冬にも職を与えようと考えて従来の種苗、農機具のほか、洋品雑貨も取り扱うデパートとしてオープンした。　1910年（明治43年）に小川は退社し、小田が経営を引き継ぎ、初代社長に就任した。小田は長期間アメリカ滞在を経験しており、先進国のデパート研究を生かし、経営改善を行うとともに、店舗面積を4倍の2,647㎡に拡張して当時としては本格的なデパートとして体制を整えた。中でも店頭販売に女子店員を採用したのは全国的にも珍しく、また1926年（大正15年）にはフォード社と輸入契約し、日本で初めてフォード自動車の販売を始めている。　　　　
1928年（昭和3年）に株式会社五番舘を設立。初代社長は小田、資本金は150万円であった。1936年（昭和11年）、フォード社と北海道代理店契約を解除して名古屋市の豊田自動車と代理店契約を結び、販売を開始。これがのち札幌トヨタ自動車として発足した。

### 戦後
1946年（昭和21年）に3代目社長に小田直司が就任。1959年（昭和34年）には地上6階地下3階の新店舗を建設して増床し、1965年（昭和40年）には年商47.9億円(売場面積9,864m2)を上げて、三越の年商45.6億円(売場面積9,554m2)を上回って丸井今井の年商83.6億円(売場面積15,491m2)に次ぐ道内第2位となるなど、札幌の3大百貨店の一つとして激しい競争を繰り広げた。1972年（昭和47年）10月1日には地上8階地下3階に建替えて増床し、同じ札幌駅前に進出した東急百貨店やすすきのに進出した松坂屋（ヨークマツザカヤ）などに対抗して独自に営業を続けた。
だが、競合の激化から、1979年（昭和54年）に初めて欠損を出し、この前年には髙島屋と提携を結んだが効果がなく、次にダイエーとの提携で「覚書」まで交わすが、五番舘側の意向で解消。一転して西武百貨店との間で提携交渉が進められ、1982年（昭和57年）に西武百貨店と業務提携を締結、1988年（昭和63年）に旭川西武と合併して「西武北海道」となり、企業としての五番舘は消滅したが、その後も店舗名は五番舘を使用し続けた。

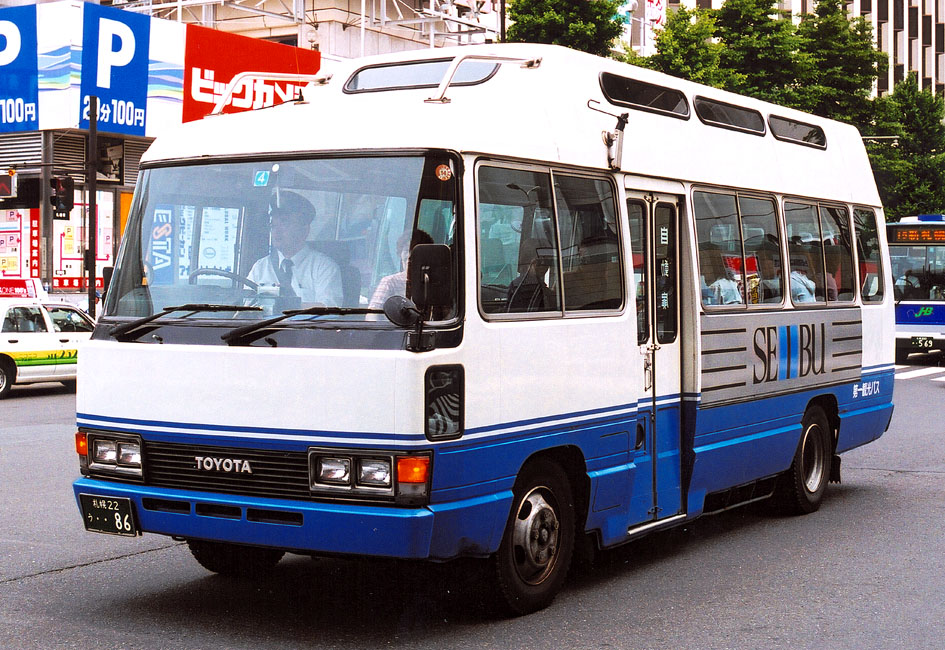
札幌西武時代に札幌第一観光バスが運行していた西武 - 駐車場間シャトルバス（2代目トヨタ・コースター）

1990年（平成2年）6月13日に新館を増設して全面改装した際に店名を五番舘西武として、伝統ある店名に別れを告げ、1997年（平成9年）に西武百貨店本体に吸収合併されて店名も札幌西武となり、五番舘の名称は完全に消滅した。
閉店
2003年（平成15年）3月に札幌駅直結の大丸札幌店が開業した影響で道内の百貨店の勢力図が大きく塗り替えられると、売上が札幌で5位に沈んで苦戦が続いたため、2009年（平成21年）9月30日には札幌西武も閉店し、五番舘時代からの百貨店としての歴史に終止符を打った。札幌そごうは2000年に、ロビンソン百貨店札幌店（旧ヨークマツザカヤ）は2009年1月に閉店しており、札幌西武の閉店によって、セブン&アイ・ホールディングスが当時有していた百貨店3ブランドはすべて札幌から撤退したことになった。2016年9月には北海道地区で唯一残っていた西武旭川店も閉店し、そごう・西武は北海道地区から完全に撤退した。

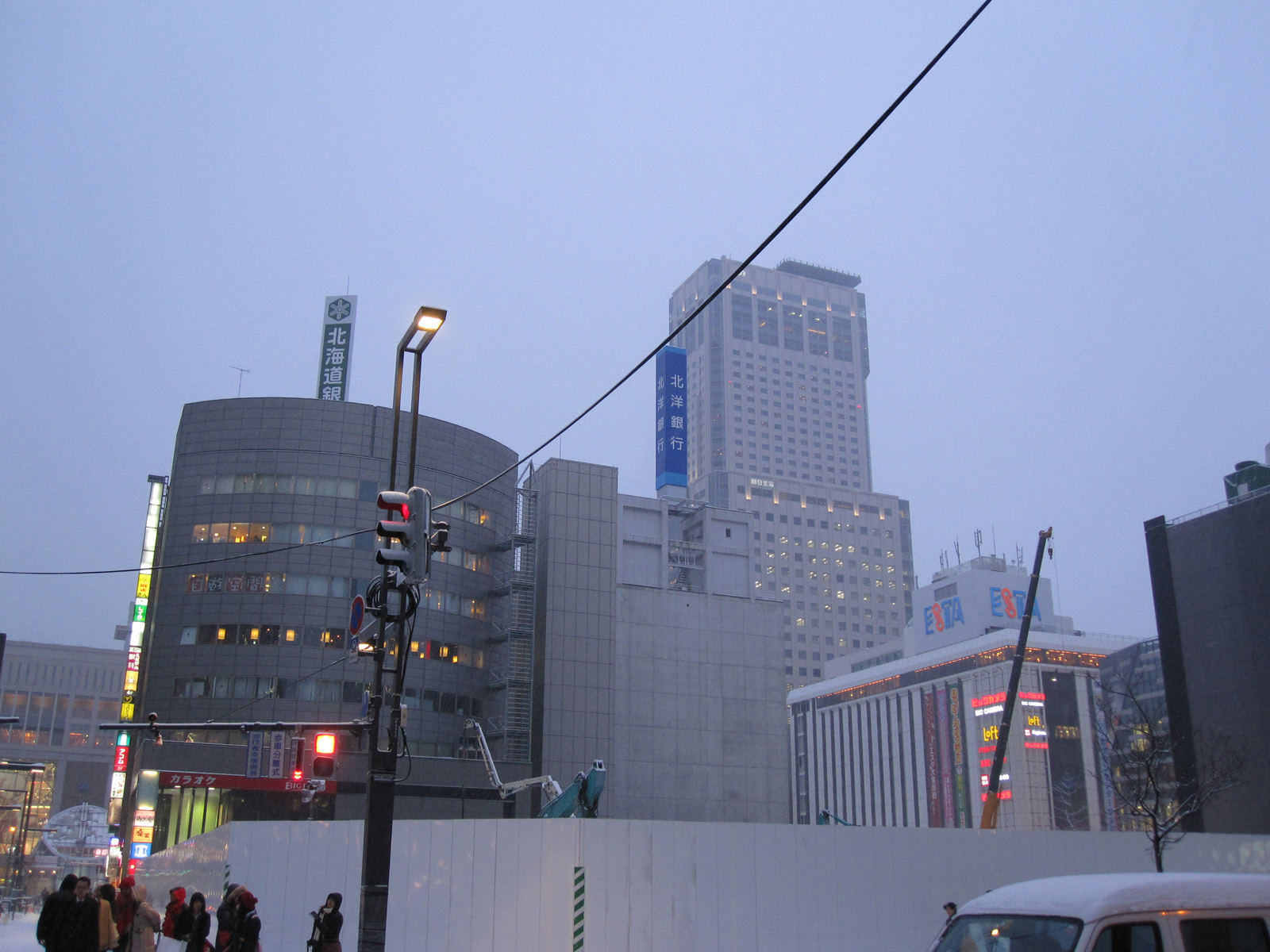
解体後の札幌西武跡地

閉店後の土地・建物は、2011年（平成23年）にヨドバシカメラが買収。建物を取り壊し、当初は一旦駐車場として利用することになっていた。2015年（平成27年）8月、ヨドバシカメラマルチメディア札幌の新館を建設することが報じられたが、2018年（平成30年）6月27日、再開発準備組合の設立に向け調整に入ったことが北海道新聞の記事で明らかになった。再開発ビルは、2028年（令和10年）夏の完成を目指している。

## 主なフロア構成
斜体文字は、西武百貨店札幌店時代のフロア。
| 階                | フロア概要 |
| ----------------- | --- |
| 屋上              | 不明、情報求む。 |
| 8階 半屋・尖塔2階 | ワイズフォーリビング札幌西武店                                                                                            |
| 7階 半屋・尖塔1階 | 直営デパート食堂 赤れんがホール、北海道管区行政評価局・札幌総合行政相談所                                                 |
| 6階               | モンディーン（時計） |
| 5階               | 紀伊國屋書店、フレデリック・コンスタント（時計）                                                                          |
| 4階               | 山野楽器、カフェジリオ（喫茶店）                                                                                          |
| 3階               | トゥモローランド |
| 2階               | 婦人服（プライドグライド、イネド、エフデ他）                                                                              |
| 1階               | 化粧品 |
| 地下1階           | デパ地下 |
| 地下2階           | デパ地下、道内各地食料品、酒屋、スタンド型喫茶、婦人服、生フルーツジュース販売スタンド、 西武ロフト札幌店地階地下連絡通路 |
| 地下3階           | スープカレー店、婦人服、札幌市営地下鉄南北線さっぽろ駅連絡口                                                              |
| [icon]            | この節の加筆が望まれています。                                                                                            |

## コバルドオリ

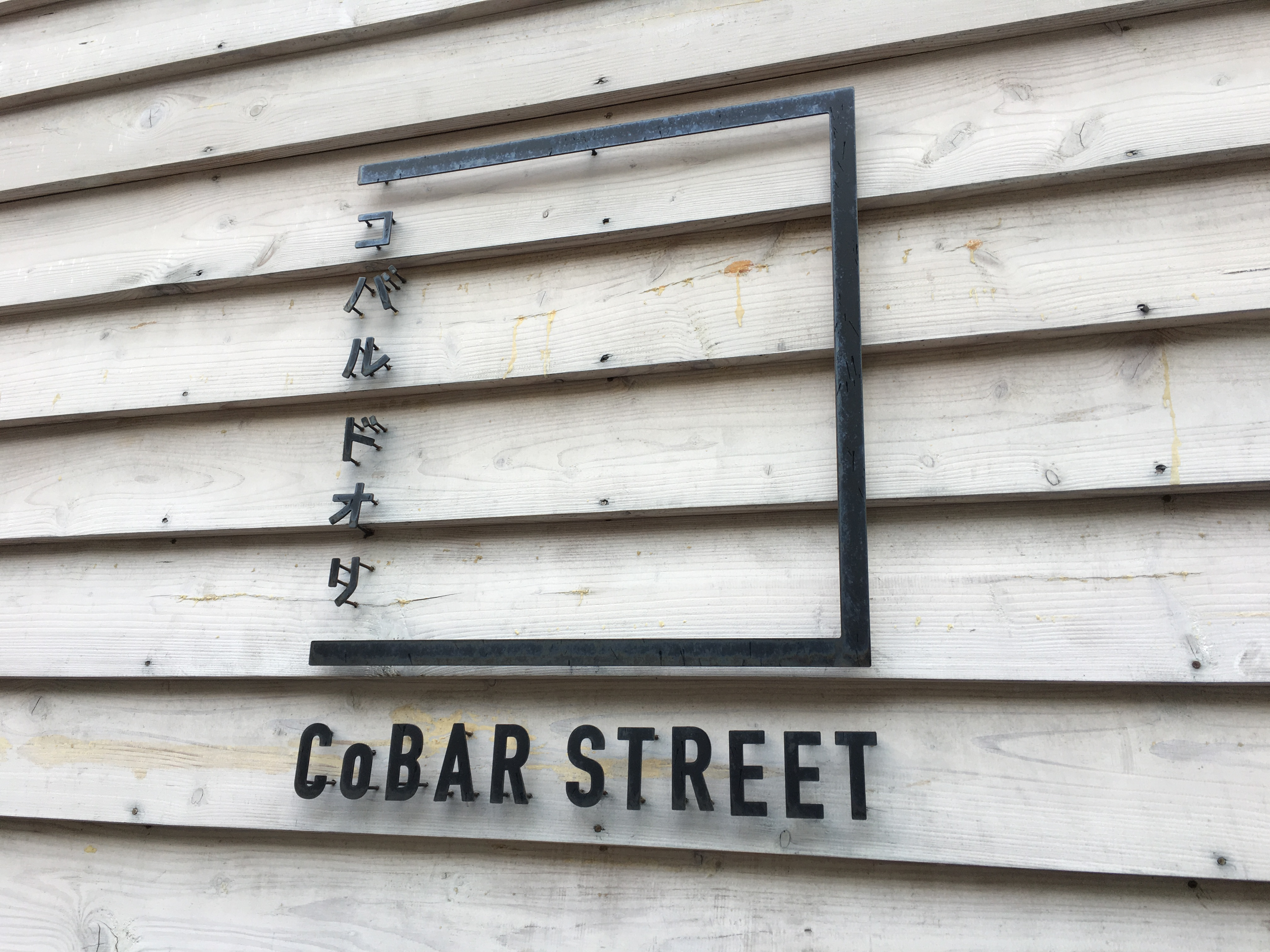
コバルドオリ

コバルドオリ（CoBAR STREET）は、旧五番舘西武跡地の一部につくられた交流空間施設。立ち飲み酒場などの飲食店、都心部に店舗を構えたい事業者が展開するチャレンジショップ、コミュニティスペース「コバル計画」を設置。札幌駅前通地区の仲通の魅力を発信する新たな実験の場として2017年（平成29年）12月22日に期間限定で営業を開始した。施設運営は札幌駅前通まちづくり株式会社が行う。名称の「コバル」は、コミュニケーションの「コ」（Co）と飲食店の「バル」（Bar）を合わせた造語で、仲通の活性化、新しい文化の創出を目指す意味合いがある。
「コバル計画」ではコワーキングスペースとしてドロップイン利用や貸切利用ができるほか、仲通の賑わいを創出するため各種イベントの企画・発信も行う。
2019年10月14日をもって営業を終了した。

## 五番舘を扱った作品

### 書籍
- 写真集『札幌昭和ノスタルジー―我が青春の街角へ』（著：大鹿寛、ぶらんとマガジン社 ISBN 978-4904803097、2014年12月）

### 映像作品
- ネット動画『CG散歩「北の風の記憶」/札幌五番館デパート - YouTube』（作：MtBiplane、2013年6月13日）
- ネット動画『札幌五番館（西武）の歴史 Sapporo Seibu - YouTube』（作：北海道歴史チャンネル、2017年11月30日）
- ネット動画『さっぽろの心をあなたに 赤い鳥 - YouTube』（作：Chai_en、2014年8月18日）